# Сорхе
Сорхе (перс. سرخه) — місто в центральному Ірані, в провінції Семнан. Входить до складу шахрестану Сорхе.

## Географія
Місто розташоване в північно-західній частині Семнану, у 15 км на північний схід від Семнану, адміністративного центру провінції. Абсолютна висота — 1153 метри над рівнем моря..

## Населення
За даними перепису, на 2006 чисельність населення міста становила 9 062 особи. За оцінкою на 2013, в Сорхе проживає 9 773 особи.

## Транспорт
Найближчий цивільний аеропорт — Міжнародний аеропорт Семнан.

## Уродженці
- Хасан Рухані — президент Ірану[3].